# Osterlands voetbalkampioenschap
Het Osterlands voetbalkampioenschap (Duits: Gauliga Osterland) was een van de regionale voetbalcompetities van de Midden-Duitse voetbalbond, die bestond van 1923 tot 1933. De kampioen plaatste zich telkens voor de Midden-Duitse eindronde en maakte zo ook kans op de nationale eindronde.
De competitie werd eigenlijk in 1921 reeds opgericht, maar was op dat moment gewoon een van de zes reeksen van de tweede klasse van de Kreisliga Thüringen. In 1923 werd de Kreisliga ontbonden en werd de Osterlandse competitie opgewaardeerd tot hoogste klasse onder de benaming Gauliga.
In 1933 kwam de Nationaalsocialistische Duitse Arbeiderspartij aan de macht en werden de overkoepelende voetbalbonden en hun talloze onderverdelingen opgeheven om plaats te maken voor de nieuwe Gauliga. De clubs uit Osterland werden te licht bevonden voor de Gauliga Mitte. Ook plaatsten zich slechts twee teams voor de Bezirksklasse Thüringen. De Osterlandse competitie bleef bestaan en werd als Kreisklasse Osterland nu de derde klasse.

## Erelijst
- 1924 FC Wacker 1910 Gera
- 1925 SpVgg Gera
- 1926 FC Wacker 1910 Gera
- 1927 FC Wacker 1910 Gera
- 1928 FC Wacker 1910 Gera
- 1929 FC Wacker 1910 Gera
- 1930 1. FC Greiz
- 1931 FC Thüringen Weida
- 1932 FC  Thüringen Weida
- 1933 FC Wacker 1910 Gera

### Kampioenen
| Club                | Titels |
| ------------------- | ------ |
| FC Wacker 1910 Gera | 6      |
| FC Thüringen Weida  | 2      |
| SpVgg Gera          | 1      |
| 1. FC Greiz         | 1      |

### Seizoenen eerste klasse
| Club                     | /10 | Periode (1923/1933)  |
| ------------------------ | --- | -------------------- |
| FC Wacker 1910 Gera      | 10  | 1923-1933            |
| SpVgg 04 Gera            | 10  | 1923-1933            |
| VfB Pößneck              | 10  | 1923-1933            |
| FC Concordia Gera-Reuß   | 10  | 1923-1933            |
| FC Thüringen Weida       | 7   | 1926-1933            |
| 1. FC Greiz              | 7   | 1925-1927, 1928-1933 |
| SpVgg 1914 Neustadt/Orla | 7   | 1924-1926, 1928-1933 |
| SV Schmölln 1913         | 6   | 1927-1933            |
| PSV Gera                 | 5   | 1926-1931            |
| VfB Ronneburg            | 3   | 1928-1929, 1930-1932 |
| SC Gera-Rubitz           | 3   | 1929-1930, 1931-33   |
| SC Ranis                 | 1   | 1932-1933            |
| SpVgg Helios Eisenberg   | 1   | 1923-1924            |

1923/24 · 1924/25 · 1925/26 · 1926/27 · 1927/28 · 1928/29 · 1929/30 · 1930/31 · 1931/32 · 1932/33